# Promet-li qualsevol cosa
 Promet-li qualsevol cosa (títol original en anglès: Promise Her Anything) és una pel·lícula britànica d'Arthur Hiller, estrenada el 1965. Ha estat doblada al català.

## Argument
A Nova York, Michèle O'Brien, jove vídua, es canvia de casa amb el seu bebè John Thomas a un pis de Greenwich Village. El seu veí Harley Rummel, realitzador de pel·lícules burlesques, aviat es fixa en ella. Però Michèle s'interessa sobretot pel seu cap, el molt cobejat solter doctor Peter Brock, eminent psicoanalista i pediatre de la clínica on treballa. Tanmateix, hi ha un problema, ja que Brock, en contradicció amb la seva especialitat, detesta els nens. Michèle li amaga llavors l'existència del seu fill. Harley la persuadeix que Brock aprendria a estimar el petit John Thomas si el veiés freqüentment a la seva clínica; Michèle i Harley fan servir de seguida un petit subterfugi en aquest sentit. Mentrestant, Harley és dut a rodar la seva pròxima pel·lícula a la clínica on descobreix fortuïtament un aparell que grava el comportament dels nens a l'esquena dels pares, amb gran decepció de Michèle. És finalment Harley que serà escollit «nou pare» de John Thomas salvant la vida d'aquest que s'havia escapat i havia grimpat dalt d'una grua que accidentalment havia posat en marxa.

## Repartiment
- Warren Beatty: Harley Rummel
- Leslie Caron: Michèle O'Brien
- Robert Cummings: El Doctor Peter Brock
- Keenan Wynn: Angelo Carelli
- Hermione Gingold: Madame Luce
- Lionel Stander: Sam
- Cathleen Nesbitt: Madame Brock
- Sydney Tafler: un membre del jurat
- Michael Kane: un Doctor
- Michael Bradley: el bebè John Thomas
- Michael Chaplin: un beatnik (No surt als crèdits)
- Donald Sutherland: No surt als crèdits

## Al voltant de la pel·lícula
Leslie Caron:
| « | Warren havia trobat un guió que podíem rodar junts: Promise Her Anything , escrit pel nostre amic William Peter Blatty. Arthur Hiller faria la posada en escena. […] El que ell [Warren] volia, era ser a dalt del pòster, vaig acceptar el segon lloc: qualsevol cosa per posar fi a les discussions que fan furor. Amb el pretext d'estalviar pagant menys impostos, Warren va decidir que el rodatge tindria lloc als Estudis Shepperton, als voltants de Londres. La ciutat de Nova York reconstituïda a Shepperton! No estic segura que el tria fos assenyada des del punt de vista financer, però sospitava que ell desitjava que estigués a prop dels meus fills. Els adorava i tenia verdaderament bon cor. De la pel·lícula, es podria gairebé dir que és una dels germans Marx dels anys 1960. Warren era un excel·lent actor i aprenia moltes coses amb ell, però quines baralles ! | » |